# Band of Horses
Band of Horses je americká rocková skupina. Založil ji v roce 2004 v Seattlu ve státě Washington bývalý člen skupiny Carissa's Wierd, zpěvák a kytarista Ben Bridwell. Původní sestavu doplnili baskytarista Chris Early a bubeník Tim Meinig. V pozdějších letech skupinou prošlo několik dalších hudebníků. Jediným členem, který v kapele působí po celou dobu její existence, byl zakladatel Bridwell. Své první album nazvané Everything All the Time skupina vydala v roce 2006 prostřednictvím hudebního vydavatelství Sub Pop. Do roku 2012 skupina vydala další tři studiová alba, přičemž poslední z nich, které dostalo název Mirage Rock produkoval Glyn Johns a vydavala jej společnost Columbia Records.

## Diskografie
- Everything All the Time (2006)
- Cease to Begin (2007)
- Infinite Arms (2010)
- Mirage Rock (2012)
- Why Are You OK (2016)
- Things Are Great (2022)